# Harvey Magee Watterson
Harvey Magee Watterson (* 23. November 1811 im Bedford County, Tennessee; † 1. Oktober 1891 in Louisville, Kentucky) war ein US-amerikanischer Politiker. Zwischen 1839 und 1843 vertrat er den Bundesstaat Tennessee im US-Repräsentantenhaus.

## Werdegang
Harvey Watterson genoss eine klassische Schulausbildung. Nach einem anschließenden Jurastudium und seiner Zulassung als Rechtsanwalt begann er in Shelbyville in seinem neuen Beruf zu arbeiten. In dieser Stadt gab er auch eine Zeitung heraus. Gleichzeitig schlug er als Mitglied der Demokratischen Partei eine politische Laufbahn ein. Im Jahr 1835 wurde er in das Repräsentantenhaus von Tennessee gewählt. Bei den Kongresswahlen des Jahres 1838 gelang Watterson im neunten Wahlbezirk seines Staates der Einzug in das US-Repräsentantenhaus in Washington, wo er am 4. März 1839 die Nachfolge des späteren US-Präsidenten James K. Polk antrat. Nach einer Wiederwahl konnte er bis zum 3. März 1843 zwei Legislaturperioden im Kongress absolvieren. Während dieser Zeit kam es zu ersten Diskussionen um eine mögliche Annexion der seit 1836 von Mexiko unabhängigen Republik Texas. Im Jahr 1842 verzichtete Watterson auf eine erneute Kandidatur.
Nach seinem Ausscheiden aus dem US-Repräsentantenhaus war er für ein Jahr auf einer diplomatischen Mission in Argentiniens Hauptstadt Buenos Aires. Zwischen 1845 und 1847 war er Mitglied und Vorsitzender des Senats von Tennessee. In den folgenden Jahren betätigte sich Watterson im Zeitungsgeschäft. Er war Eigentümer und Herausgeber einiger Zeitungen in Tennessee. Im Juni 1860 fungierte er als Delegierter zur Democratic National Convention in Baltimore. Bei den Präsidentschaftswahlen dieses Jahres fungierte er als Wahlmann für Stephen A. Douglas.
Nach dem Bürgerkrieg wurde Watterson von Präsident Andrew Johnson in eine Kommission berufen, die die Verhältnisse in den Staaten der ehemaligen Konföderation analysieren sollte. Anschließend praktizierte er 14 Jahre lang als Anwalt in der Bundeshauptstadt Washington. Später zog er nach Louisville in Kentucky, wo er erneut in der Zeitungsbranche arbeitete. In dieser Stadt ist Harvey Watterson am 1. Oktober 1891 auch verstorben. Sein Sohn Henry (1840–1921) war zwischen 1876 und 1877 Kongressabgeordneter für den Staat Kentucky.